# Impfplan Österreich
Der Impfplan Österreich ist der Impfkalender für Österreich und listet Empfehlungen zu Impfungen. Er wird alljährlich vom Bundesministerium für Arbeit, Soziales, Gesundheit, Pflege und Konsumentenschutz und dem Nationalen Impfgremium erarbeitet.

## Impfplan 2024/2025
Der Impfplan 2024/2025 enthält Empfehlungen unter anderem zu:
- COVID-19
- Diphtherie (DIP)
- Frühsommer-Meningoenzephalitis (FSME)
- Haemophilus influenzae B (HiB)
- Hepatitis A
- Hepatitis B (HBV)
- Humane Papillomviren (HPV)
- Influenza (Echte Grippe)
- Masern
- Mumps
- Röteln
- Meningokokken B
- Meningokokken C
- Pertussis (aP)
- Pneumokokken
- Poliomyelitis (IPV)
- Respiratorisches Synzytial-Virus (RSV)
- Rotavirus
- Tetanus (TET)
- Varizellen
- Herpes Zoster (HZV)